# GNOME Disks
GNOME Disks（グノーム・ディスクス）は、udisksのグラフィカルなフロントエンドで、"gnome-disk-utility"パッケージに含まれている。Disksはパーティションマネジメント、S.M.A.R.Tモニタリング、ベンチマーキングのほか、ソフトウェアRAID（バージョン3.12まで）に使用することができる。また、紹介の文章がGNOME Documentation Projectの中に含まれている。
Disksはかつて、GNOME Disk Utilityまたはpalimpsest Disk Utilityとして知られていた。Udisksはかつて、DeviceKit-disksという名称だった。DiviceKit-disksは、DeviceKitの一部で、HALのいくつかのアスペクトを置き換えることが計画されていた。HALとDeviceKitは既に廃止されている。
GNOME Disksは、デフォルトでいくつかのLinuxディストリビューションに含まれている。（Debian、Ubuntu、Linux Mint、Trisquel、Fedora、RHEL、CentOSなど）